# ديغيل هاتوراه
ديغيل هاتوراه (بالعبرية: דגל התורה, راية التوراة المضاءة) هو حزب سياسي اشكنازي حريدية في إسرائيل. الكثير من كيانها تم في المحالفة مع أغودات يسرائيل تحت اسم يهدوت هتوراة.

## أيديولوجية
ديغيل هاتوراه يمثل «الجناح الليتواني» من الحريدية غير الحسيدية (معروفة من قبل البعض «مسناغدم») بعكس حزب أغودات يسرائيل الذي يهيمن عليه الحسيدية. في بعض الأحيان، تتنافس الأطراف ضد بعضها البعض، وفي أحيان أخرى توحد قواها ضمن تحالف سياسي يسمى حركة الحاسيديم كما يلفظ بالعبرية (يهودية التوراة).
وكان الحاخام الحاكم (بوسيك) لحزب ديغيل هاتوراه، حتى وفاته في عام 2012، المئوي الحاخام يوسف شالوم الياشيف القدس. خدم الحاخام الياشيف كواحد من اثنين من رؤساء ديغيل هاتوراه في مويتزيس غيدولاي هاتوراه (مجلس حكماء التوراة) جنباً إلى جنب مع الحاخام أهارون ليب شتاينمان.

## روابط خارجية
- Party history Knesset website
- Dei'ah Vedibur, weekly web publication with material from Yated Neeman newspaper
- " Krias Kodesh for the United Torah Judaism and Shabbos - Agudas Yisroel Degel HaTorah List Issued by Maranan Verabonon Gedolei Vetzadikei Hador Shlita, Parshas Vaykhel/Pekudei 5766